# Petrorossia albofulva
Petrorossia albofulva är en tvåvingeart som först beskrevs av Walker 1852.  Petrorossia albofulva ingår i släktet Petrorossia och familjen svävflugor. Inga underarter finns listade i Catalogue of Life.